# (7794) Sanvito
(7794) Sanvito est un astéroïde de la ceinture principale découvert en 1996 par les astronomes italiens Maura Tombelli et Ulisse Munari.
Il doit son nom à l'astronome amateur Roberto di San Vito.

## Anecdote
Cet astéroïde est évoqué dès 1968 par Arthur C. Clarke dans son roman 2001, l'odyssée de l'espace. En réalité, il y avait moins de 3 000 astéroïdes découverts lors de la sortie du livre. Mais l'auteur fit preuve d'un sens aigu de l'anticipation, puisqu'il situe la découverte de cet astéroïde en 1997.